# 吉本☆ぐいピコ!
『吉本☆ぐいピコ!』（よしもとぐいピコ）は、近畿地方の独立UHF局で放送されていたKBS京都テレビ・吉本興業・KBS京都プロジェクト共同製作のお笑い番組。製作局のKBS京都では2007年9月5日から2008年3月26日まで、毎週水曜 22:00 - 22:54に放送。

## 出演者

### ナビゲーター
- ケツカッチン - 前番組『笑激!!よしもとライブ』と同様に、和泉修と高山トモヒロのいずれかが出演していた。

### ステージ出演者
- 青空
- アジアン
- 鎌鼬
- 銀シャリ
- 金時
- ジャルジャル
- ジャンクション
- span!
- スマイル
- ソラシド
- ダイアン
- 天竺鼠
- 天津
- とろサーモン
- 中山功太
- 南海キャンディーズ
- 藤崎マーケット
- フロントストーリー
- プラスマイナス
- ヘッドライト
- ベリー・ベリー
- ミサイルマン
- GAG少年楽団
- モンスターエンジン
- ギャロップ
- パステルモグラ
- 女と男
- 勝山梶

## スタッフ
- ナレーション：森美和子
- 構成：寺元覚、大海家持
- ブレーン：米原昌宏
- SW：林謙一郎
- CAM：寺岡憲一、柚原竜也、猪上義裕
- MIX：梶巻久仁彦
- VE：三本菅章
- EED：牧原保
- MA：河村章
- CG：立岩雄吾
- ディレクター：木谷綾子、越智勝也
- プロデューサー：村田一彦、西村康博、片山勝三、仲良平、大東加佳、辻龍三
- 協力：アイ・ティ・エス、トラッシュ、スタジオアンカー、戯音工房
- 製作著作：KBS京都、吉本興業、KBS京都プロジェクト

## 主な企画
- 若手4組によるコント漫才のネタ
- 京都戦隊ピコレンジャー - 出演芸人の中から選ばれた5人が戦隊風の衣装を着て「ぐいピコ戦隊」を結成し、様々なゲームに挑戦していたコーナー。始めにレッド、ブルー、イエロー、グリーン、ピンクの順に登場して自己紹介をしていたが、レッドがスベればその後の4人もスベる可能性が高い[独自研究?]。その後のゲームで1人でもミスをした場合、全員がボスから罰を受ける。
- 京都向上委員会 - 京都にまつわる事柄をお題に大喜利をしていたコーナー。挑戦者4人と司会のケツカッチン1人で進行。
- 京都の大学生とのゲームコーナー - 関西の大学2校のサークルそれぞれの代表者2人ずつが1分間のアピールタイムを賭け、芸人たちとチームを組んでゲームをしていたコーナー。
- Dr.高山の今夜の診断
- Dr.修の今夜の診断

## 放送局
| 放送対象地域 | 放送局        | 系列      | 放送日時 | 備考               |
| ------------ | ------------- | --------- | --- | ------------------ |
| 京都府       | KBS京都テレビ | 独立UHF局 | 水曜 22:00 - 22:54 （2007年9月5日 - 2008年3月26日） | 製作局             |
| 兵庫県       | サンテレビ    | 独立UHF局 | 水曜 22:00 - 22:54 （2007年9月5日） 土曜 19:00 - 19:55 （2007年10月6日 - 2008年3月29日） 水曜 22:00 - 22:54 （2008年2月27日） 土曜 20:55 - 21:50 （2008年3月1日） | 初回のみ同時ネット |

| KBS京都テレビ 水曜22:00枠                           | KBS京都テレビ 水曜22:00枠                       | KBS京都テレビ 水曜22:00枠                             |
| 前番組                                              | 番組名                                          | 次番組                                                |
| --------------------------------------------------- | ----------------------------------------------- | ----------------------------------------------------- |
| 笑激!!よしもとライブ （2006年10月 - 2007年8月29日） | 吉本☆ぐいピコ! （2007年9月5日 - 2008年3月26日） | チャーリー・ジェイド （2008年4月2日 - 2008年8月13日） |

| スタブアイコン | サブスタブ | この項目は、まだ閲覧者の調べものの参照としては役立たない、テレビ番組に関連した書きかけの項目です。この項目を加筆・訂正などしてくださる協力者を求めています（P:テレビ/PJ:放送または配信の番組）。 |